# La cara oculta
La cara oculta es una película colombo-española de suspenso psicológico y terror dirigida por Andrés Baiz, a partir de una adaptación del guion de Hatem Khraiche, y producida por los estudios cinematográficos Búnker, Cactus Flower y Avalon. La película está protagonizada por Quim Gutiérrez, Martina García y Clara Lago.

## Sinopsis
Adrián Salamanca (Quim Gutiérrez) es el nuevo director de la Orquesta Filarmónica de Bogotá. Esto, junto a su aparentemente ideal relación con su novia Belén Echeverría (Clara Lago), lo sitúa en un perfecto momento tanto personal como profesional. Pero todo esto se comienza a torcer cuando Belén empieza a dudar de la fidelidad de éste, es entonces cuando ella desaparece. Adrián sumido por la culpa y la tristeza por el abandono se va una noche a un bar a tratar de olvidar sus penas, allí conoce a Fabiana Caicedo (Martina García), la camarera del bar. A partir de esa noche comenzará una relación con la joven camarera que, junto con su pasión por la música, le ayudará a tratar de olvidar a Belén. Sin embargo, a medida que va avanzando la relación, Fabiana se empieza a hacer preguntas sobre la misteriosa desaparición de Belén, y la investigación de un agente de policía, viejo conocido de Fabiana, avivarán aún más las dudas de la joven.

## Reparto
- Quim Gutiérrez como Adrián Salamanca
- Clara Lago como Belén Echeverría
- Martina García como Fabiana Caicedo
- Humberto Dorado como Robert Peña «Tito»
- Julio Pachón como Francisco José Buitrago
- Marcela Mar como Verónica
- Juan Alfonso Baptista como Bernardo Ramírez
- Alexandra Stewart como Emma

## Taquilla

### Audiencia en cines
20th Century Fox estrenó La cara oculta en doscientas setenta y ocho salas españolas el 16 de septiembre de 2011. En su primer fin de semana alcanzó el tercer lugar en la taquilla, logrando 678 150,00 € y 103 165 espectadores, para terminar con una recaudación final de 2 349 565,18 € y 399 646 espectadores.
En Colombia se estrenó el 20 de enero de 2012, distribuida por Buena Vista International a través de Cinecolor Films en noventa y tres salas. Después de tres fines de semana en el segundo lugar, en su cuarto fin de semana alcanzó el primer lugar, para terminar con una recaudación final de 2 436 837 US$.

### Audiencia en televisión
La cara oculta se estrenó en la televisión española en Telecinco el 31 de octubre de 2015 a las 23:35 h con una audiencia de 1 212 000 espectadores y 11,5 % de cuota de pantalla.

## Versiones
La película hispano-colombiana ha sido versionada en diferentes países: la India, titulada Murder 3 (2013); Turquía, titulada Öteki Taraf (2017); y México, titulada Perdida (2019).

## Premios y nominaciones

### Premios Macondo
| Categoría                     | Nominado                                 | Resultado |
| ----------------------------- | ---------------------------------------- | --------- |
| Mejor película                | Mejor película                           | Nominada  |
| Mejor director                | Andrés Baiz                              | Nominado  |
| Mejor actriz                  | Martina García                           | Nominada  |
| Mejor actriz de reparto       | Clara Lago                               | Ganadora  |
| Mejor guion                   | Andrés Baiz Hatem Khraiche Ruiz-Zorrilla | Nominados |
| Mejor montaje                 | Roberto Otero                            | Nominado  |
| Mejor música original         | Federico Jusid                           | Nominado  |
| Mejor diseño sonoro-sonidista | Eduardo G. Castro César Salazar          | Ganadores |
| Mejor maquillaje              | Olga Turrini                             | Nominada  |

Premios TV y Novelas (Colombia) 2013
| Categoría                 | Persona                   | Resultado |
| ------------------------- | ------------------------- | --------- |
| Mejor película colombiana | Mejor película colombiana | Ganadora  |